# (35288) 1996 TL19
1996 TL19 (asteroide 35288) é um asteroide da cintura principal. Possui uma excentricidade de 0.16521200 e uma inclinação de 4.64412º.
Este asteroide foi descoberto no dia 4 de outubro de 1996 por Spacewatch em Kitt Peak.